# William Wilson (imprenditore)
William Wilson (1921 – 4 maggio 2015) è stato un imprenditore statunitense, presidente della Aston Martin.
Willson comprò l'azienda nel 1972 per 100 dollari, quando si trovava in grosse difficoltà dopo una terribile crisi finanziaria. Dopo tre mesi di gestione Willson, la Aston Martin aveva lanciato due nuovi modelli sul mercato e la compagnia aveva ricominciato a ingranare. 
Willson vendette l'azienda nel 1975 per più di un milione di dollari.